# Poliana-D4

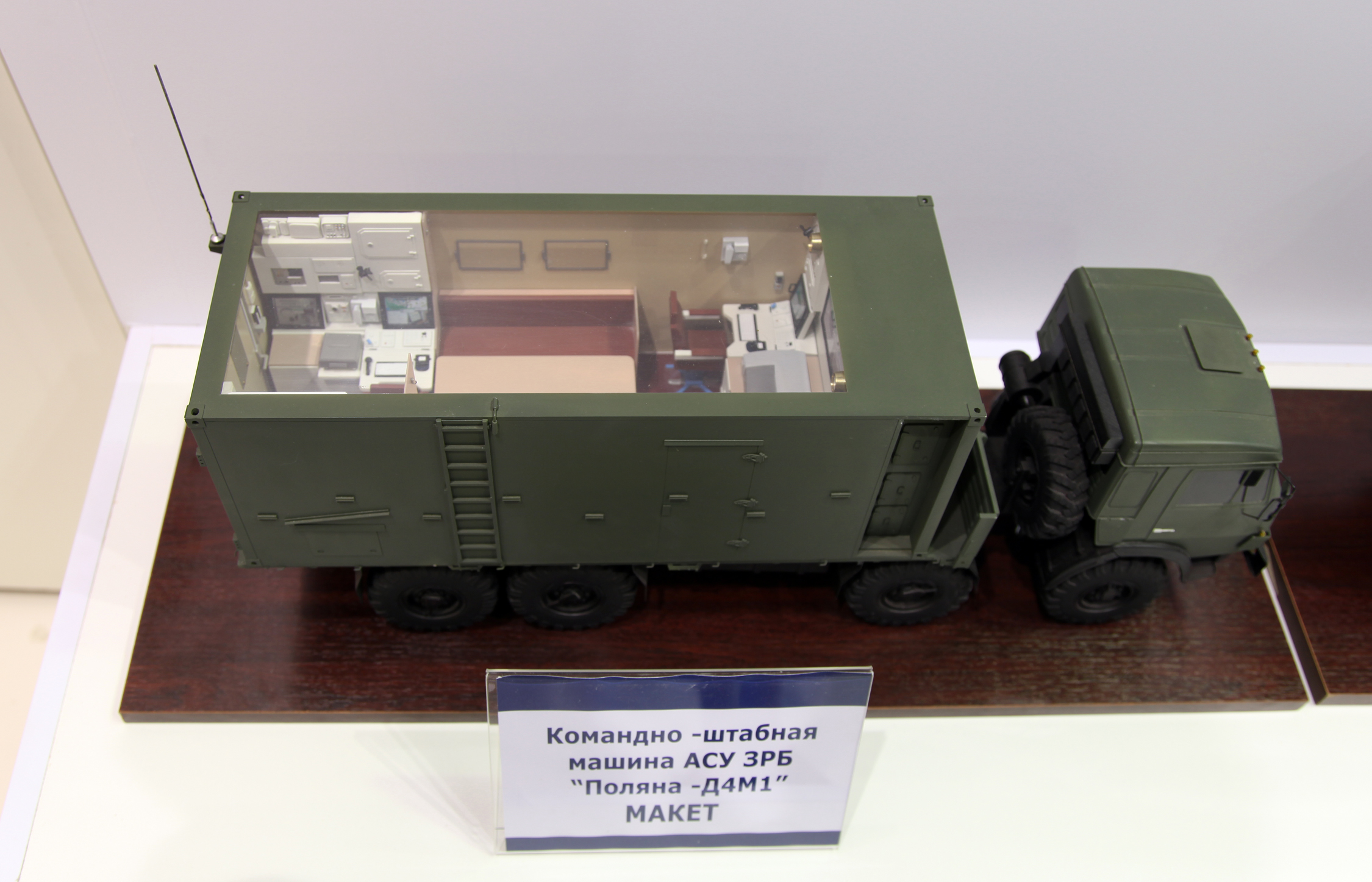
Maquette du Poliana-D4

Poliana-D4 est un véhicule poste de commandement  pour différents systèmes de défense antiaérienne comme le système 9K38 Bouk-M1-2 et S-300 y compris des aéronefs.

## Dévelopment
Il est un développement du véhicule 9S468M1 Poliana-D1.

## Versions
- PBU (MP06M of Poliana-D4M) basée sur le châssis du BAZ-6950.
- KShM (MP02M of Poliana-D4M) basée sur le châssis du  Ural-375.

## Modifications
- 9S52M D4M Poliana system produit par Belarusian GNPO Agat, également développeur du Bouk-MB modernisation du Bouk-M1.
- 9S52M4 Poliana-D4M4 [2]
- Algeria 2 (2014)[3]